# Stockholms Teologiska Institut
Stockholms teologiska institut, även benämnt Institutio Theologica Holmiensis, ITH, var en ideell förening som främjade utbildning av präster och lärare, samt stödde utbildning och forskning inom teologi.
ITH startade 1958 med syftet att på kvällstid utbilda blivande präster genom deltidsstudier. Verksamheten byggdes successivt ut och var finansierades genom medlemskap, kollekter och gåvor. Lärare var professorer och docenter från teologiska fakulteten i Uppsala. teologie kandidatexamen avlades formellt vid Uppsala universitet. Åren 1980–1997 var utbildningen helt infogad där och formellt ombildad till "Stockholmssektionen av teologiska institutionen vid Uppsala universitet".  Ett mycket stort antal präster och även lärare, främst i Stockholms stift, har utbildats vid institutet.
Direktorer har varit Gösta Höök, Gösta Wrede och Göran Agrell.
ITH gav stöd till teologiutbildningen vid den år 1998 grundade  Ersta Sköndal högskola och ansvarade där för kurser där prästens arbetsuppgifter och identitet bearbetas och fördjupas, även kallat den Pastorala ramen. Vidare gav ITH kurser för församlingsarbetare och andra teologiskt intresserade. ITH:s bibliotek är idag integrerat med Marie Cederschiöld högskolebibliotek.
Huvudmännen för ITH beslöt vid årsmöte den 18 maj 2009 att upplösa den ideella föreningen och att föreningens tillgångar ska utgöra förmögenheten i en stiftelse med namnet Stiftelsen för teologisk utbildning och forskning i Stockholms stift. Stiftelsen ska som anknuten stiftelse förvaltas av Stockholms stift. Stiftelsen ska ha som ändamål att främja prästutbildning på högskolenivå till tjänst i Svenska kyrkan främst i Stockholms stift samt främja vetenskaplig forskning och undervisning i teologiska ämnen.